# Pere Magnet
Pere Magnet (Sant Hipòlit de Voltregà, Osona, 1731 - Vic, Osona, 1811) Fou canonge lectoral de la catedral de Vic (1786).

## Biografia
Estudià a la Universitat de Cervera, on defensà conclusions de filosofia i es graduà de batxiller en aquella facultat. També defensà conclusions de teologia pro Universitate. De Cervera obtingué el grau de doctor en teologia (1758). Un cop ordenat sacerdot, entrà al Seminari de Vic per impartir-hi filosofia i teologia. Dirigí unes conclusions generals de teologia. Ensenyà durant dos cursos; el segon no l'acabà a causa de l'obtenció del rectorat de la parròquia de Sant Quirze Safaja. Durant els deu anys que estigué al capdavant d'aquesta parròquia es presentà a diverses oposicions a rectorats i a dues oposicions a canonge magistral de la catedral de Vic (totes dues en 1768). Després estigué nou anys de rector a la parròquia d'Orís i nou anys més a la de Folgueroles (1777-1786). El substituí en aquesta parròquia Segimon Viñas. El 18/3/1786, amb cinquanta-cinc anys, va ser proclamat canonge lectoral de la catedral de Vic. En la nova seu vigatana hi va fer construir l'altar a sant Pau apòstol.